# Beugnon-Thireuil
Beugnon-Thireuil – gmina we Francji, w regionie Nowa Akwitania, w departamencie Deux-Sèvres. W 2016 roku liczba ludności wynosiła 736 mieszkańców. 
Gmina została utworzona 1 stycznia 2019 roku z połączenia dwóch ówczesnych gmin: Le Beugnon oraz La Chapelle-Thireuil. Siedzibą gminy została miejscowość La Chapelle-Thireuil. 